# Yuzuru Yoshimura
Yuzuru Yoshimura (吉村 弦, Yoshimura Yuzuru nacido el 21 de mayo de 1996 en Osaka?) es un futbolista japonés que juega como defensa.
En 2019, Yoshimura se unió al AC Nagano Parceiro de la J3 League.

## Trayectoria

### Clubes
| Club               | País  | Año    |
| ------------------ | ----- | ------ |
| AC Nagano Parceiro | Japón | 2019 - |

## Estadística de carrera

### J. League
| Club               | Año   | J. League | J. League | Copa J. League | Copa J. League | Total | Total |
| Club               | Año   | Part.     | Goles     | Part.          | Goles          | Part. | Goles |
| ------------------ | ----- | --------- | --------- | -------------- | -------------- | ----- | ----- |
| AC Nagano Parceiro | 2019  | 12        | 1         | -              | -              | 12    | 1     |
| Total              | Total | 12        | 1         | 0              | 0              | 12    | 1     |